# Dixième circonscription de Lille
La dixième circonscription de Lille était une circonscription législative française que comptait le département du Nord sous la  Troisième République  de 1928 à 1940.

## Description géographique et démographique
La dixième circonscription de Lille était située à la périphérie de l'agglomération lilloise. Située entre la Belgique et le Pas-de-Calais, la circonscription est centrée autour de la ville de Tourcoing. 
Elle regroupait les divisions administratives suivantes : canton d'Armentières ; canton de Quesnoy-sur-Deûle et le canton de Tourcoing-Nord.

## Historique des députations
| Législature     | Début de mandat | Fin de mandat | Député élu              | Parti politique | Observations                                                                                    |
| --------------- | --------------- | ------------- | ----------------------- | --------------- | ----------------------------------------------------------------------------------------------- |
| 14e législature | 29 avril 1928   | 31 mai 1932   | Henri-Constant Groussau | URD             |                                                                                                 |
| 15e législature | 8 mai 1932      | 31 mai 1936   | Henri-Constant Groussau | FR              |                                                                                                 |
| 16e législature | 3 mai 1936      | 31 mai 1942   | Gilbert Declercq        | PCF             | Un décret de juillet 1939 a prorogé jusqu'au 31 mai 1942 le mandat des députés élus en mai 1936 |